# Euro Truck Simulator
Euro Truck Simulator ist ein im Jahr 2008 vom tschechischen Entwicklerstudio SCS Software veröffentlichtes Simulationsspiel. Der Spieler fährt dabei durch 22 Städte in Europa und kann unterschiedliche Frachten transportieren.
Das Spiel basiert auf der Game Engine Prism3D, welche von SCS Software in C++ programmiert wurde.

## LKW
Das Spiel enthält die LKW-Marken Scania, Volvo, Renault und Mercedes-Benz. Aufgrund der fehlenden Lizenzierungen sind diese aber anders benannt: Swift, Valiant, Runner, Majestic. Von jeder LKW-Marke gibt es im Spiel drei unterschiedliche LKW, die jeweils der Klasse A, B oder C angehören. Zum Spielstart kann der Spieler sich einen C-Klasse-LKW aussuchen, mit dem er seine Karriere beginnen möchte.
Alle LKW verfügen über funktionsfähige Messgeräte (Tankanzeige, Tachometer etc.) und Rückspiegel.

## Karte

### Länder und Städte

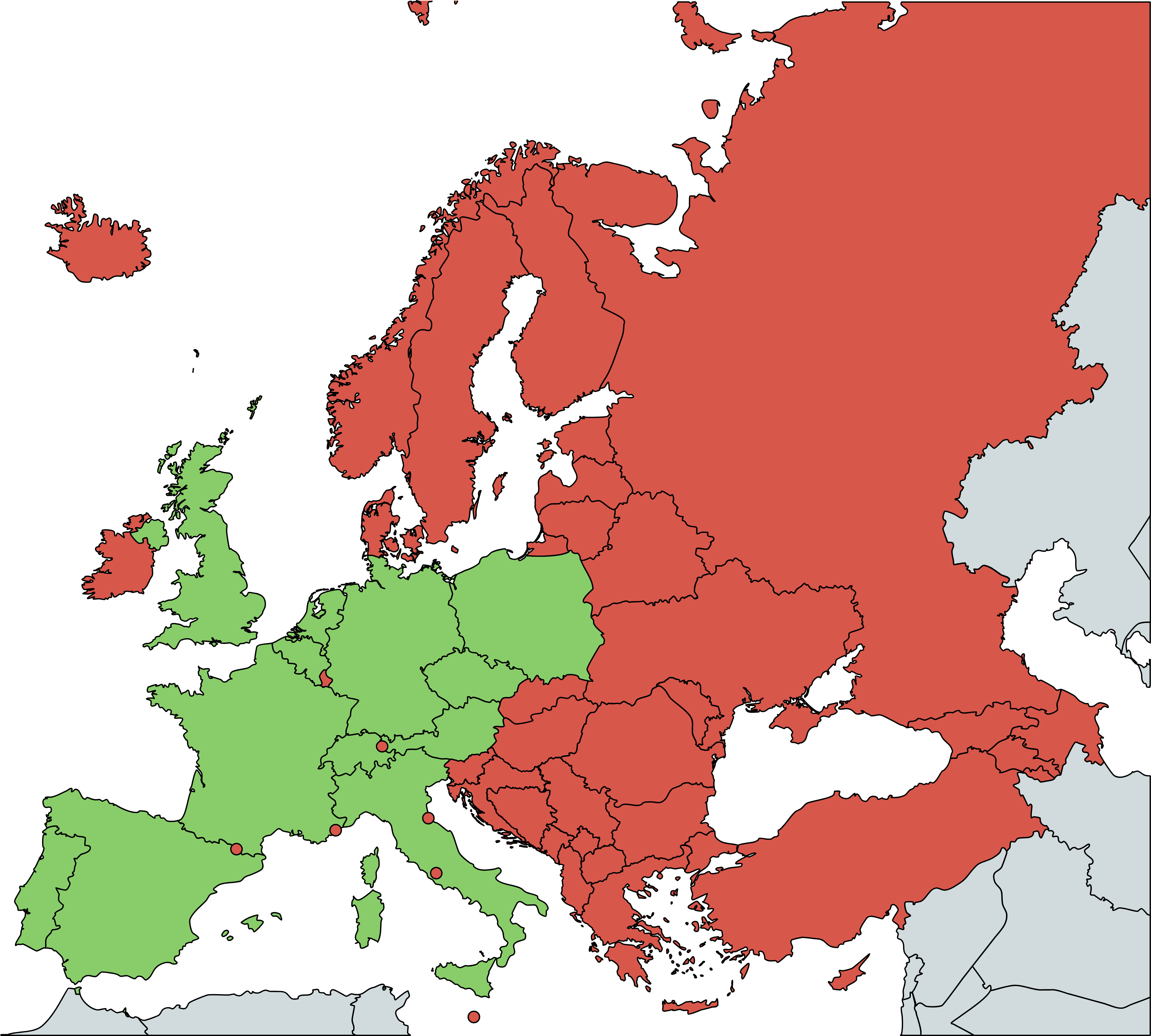
Verfügbar
Nicht verfügbar

| Land                                    | Städte                                           |
| --------------------------------------- | ------------------------------------------------ |
| Belgien                                 | Brüssel                                          |
| Deutschland                             | Berlin, Frankfurt am Main, München               |
| Frankreich                              | Paris, Bordeaux, Lyon, Calais *                  |
| Italien                                 | Rom, Mailand                                     |
| Niederlande                             | Amsterdam                                        |
| Österreich                              | Wien                                             |
| Polen                                   | Warschau                                         |
| Portugal                                | Lissabon                                         |
| Schweiz                                 | Bern                                             |
| Spanien                                 | Madrid, Barcelona                                |
| Tschechien                              | Prag                                             |
| Vereinigtes Königreich (ab Version 1.3) | London, Manchester, Newcastle upon Tyne, Dover * |

## Veröffentlichung und Patches
Die Version 1.0 kam am 6. August 2008 in die deutschen, am 20. August in die polnischen und am 29. August in die britischen Läden.
Das Patch 1.3 verbesserte die DirectX-Kompatibilität und fügte außerdem das UK und einige Straßen in Deutschland und Polen hinzu.
Am 3. Juni 2009 kam das Spiel unter dem Namen Big Rig Europe auch auf den amerikanischen Markt.

## Mods
Zum ETS gibt es mittlerweile schon viele verschiedene Mods, hauptsächlich Map Mods, die Kartenerweiterungen bringen oder den Fokus auf detailliertere Landschaft setzen, und Truck Mods, die neue Fahrzeuge ins Spiel implementieren.
Beispiele sind:
- Mega Mix Map[3]
- DAF XF105

## Auszeichnungen
- EuroTra Safety Award 2008[2]

## Nachfolger
- German Truck Simulator (GTS)
  - UK Truck Simulator (UKTS)
  - Austrian Truck Simulator (ATS)
- Scania Truck Driving Simulator (STDS)
- Euro Truck Simulator 2 (ETS 2) 2012
- American Truck Simulator (ATS) 2016

## Rezeption
Euro Truck Simulator bekam überwiegend gemischte Bewertungen. 